# Fascio di Airy

Evoluzione di un fascio di Airy.

Un Fascio di Airy (in inglese "Airy beam") è una forma d'onda non diffrangente che ha l'apparenza di curvare mentre si sta propagando.

## Descrizione fisica
Se si considera la sezione di un fascio di Airy ideale, essa rivela un'area in cui è concentrato il grosso dell'intensità, con una serie di aree adiacenti meno luminose, la cui intensità scema sempre più, idealmente all'infinito. Nella realtà il fascio è troncato in modo da essere finito.
Mentre il fascio si propaga, esso non diffrange, ossia, non si allarga. Un fascio di Airy ha altresì la caratteristica di accelerare liberamente: nel corso della sua propagazione, esso curva in modo tale da formare un arco parabolico.

## Storia
Il termine "fascio di Airy" ("Airy beam") deriva dall'integrale di Airy, sviluppato intorno al 1830 da Sir George Biddell Airy per fornire una spiegazione alle caustiche ottiche, così come esse appaiono in un arcobaleno.
La forma d'onda di Airy fu per la prima volta teorizzata nel 1979 dai fisici M. V. Berry e Nándor L. Balázs. Essi dimostrarono che un inviluppo d'onda di Airy era soluzione dell'equazione di Schrödinger.
Nel 2007 alcuni ricercatori della University of Central Florida furono in grado di osservare un fascio di Airy per la prima volta, in configurazione sia mono che bidimensionale. I membri del gruppo di ricerca erano Georgios Siviloglou, John Broky, Aristide Dogariu e Demetrios Christodoulides.
In una singola dimensione, un fascio di Airy è la sola soluzione all'equazione di Schrödinger per una particella libera (o l'equazione d'onda parassiale bidimensionale, che ha la medesima forma matematica) in grado di accelerare e di preservare la propria forma. Comunque, in due dimensioni, (o nei sistemi tridimensionali parassiali), sono possibili due soluzioni separabili: fasci di Airy bidimensionali e fasci parabolici acceleranti. Inoltre, è stato dimostrato che qualunque funzione a variabili reali può essere mappata come combinazione di fasci acceleranti con differenti forme trasversali.
Nel 2009 c'è stata la prima osservazione di fasci di Airy ("Airy like") in un mezzo materiale, segnatamente un sistema con caratteristiche ottiche nonlineari, da parte di una équipe dell'Università di Pavia e dell'Università dell'Aquila, i cui membri erano Jacopo Parravicini, Paolo Minzioni, Vittorio Degiorgio (di Pavia) ed Eugenio DelRe (dell'Aquila). Successivamente, furono condotti svariati lavori negli anni immediatamente seguenti, principalmente da parte del gruppo della University of Central Florida e in seguito essi sono stati dimostrati essere soluzioni anche di altri tipi di equazioni, come l'equazione di Helmholtz e le equazioni di Maxwell. 
L'accelerazione può aver luogo anche quando si considerino coordinate polari in luogo di quelle cartesiane e la loro estensione a caustiche arbitrarie (non paraboliche). e anche in sistemi periodici non omogenei. 
Con un'accurata preparazione della forma d'onda di ingresso nel materiale, la luce può esser fatta accelerare lungo traiettorie arbitrarie in mezzi che possiedono periodicità discrete o continue.